# لورانس مورغان
لورانس مورغان (بالإنجليزية: Lawrence Morgan)‏ هو لاعب كرة قدم أسترالية أسترالي، ولد في 5 فبراير 1915 في فيكتوريا في أستراليا، وتوفي بنفس المكان في 19 أغسطس 1997.

## وصلات خارجية
- لورانس مورغان على موقع AustralianFootball.com (الإنجليزية)
- لورانس مورغان على موقع AFLtables.com (الإنجليزية)
- لورانس مورغان على موقع اللجنة الأولمبية الدولية (الإنجليزية)
- لورانس مورغان على موقع أوليمبيديا (الإنجليزية)
- لورانس مورغان على موقع اللجنة الأولمبية الأسترالية (الإنجليزية)
- لورانس مورغان على موقع قاعة أستراليا للمشاهير الرياضية (الإنجليزية)